# Krasnołęka (województwo pomorskie)
Krasnołęka – osada w Polsce, w województwie pomorskim, w powiecie malborskim, w gminie Stare Pole.
Miejscowość leży na obszarze Żuław Elbląskich nad Starym Nogatem przy trasie linii kolejowej Malbork-Elbląg i przy drodze krajowej nr 22.
Do 2023 miejscowość była częścią wsi Królewo.
Niedaleko wsi znajduje się baza lotnicza lotnisko Malbork, EPMB, rozważana jako możliwa lokalizacja portu lotniczego Trójmiasto-Elbląg.
W latach 1975–1998 miejscowość administracyjnie należała do województwa elbląskiego.